# Bergs slussar

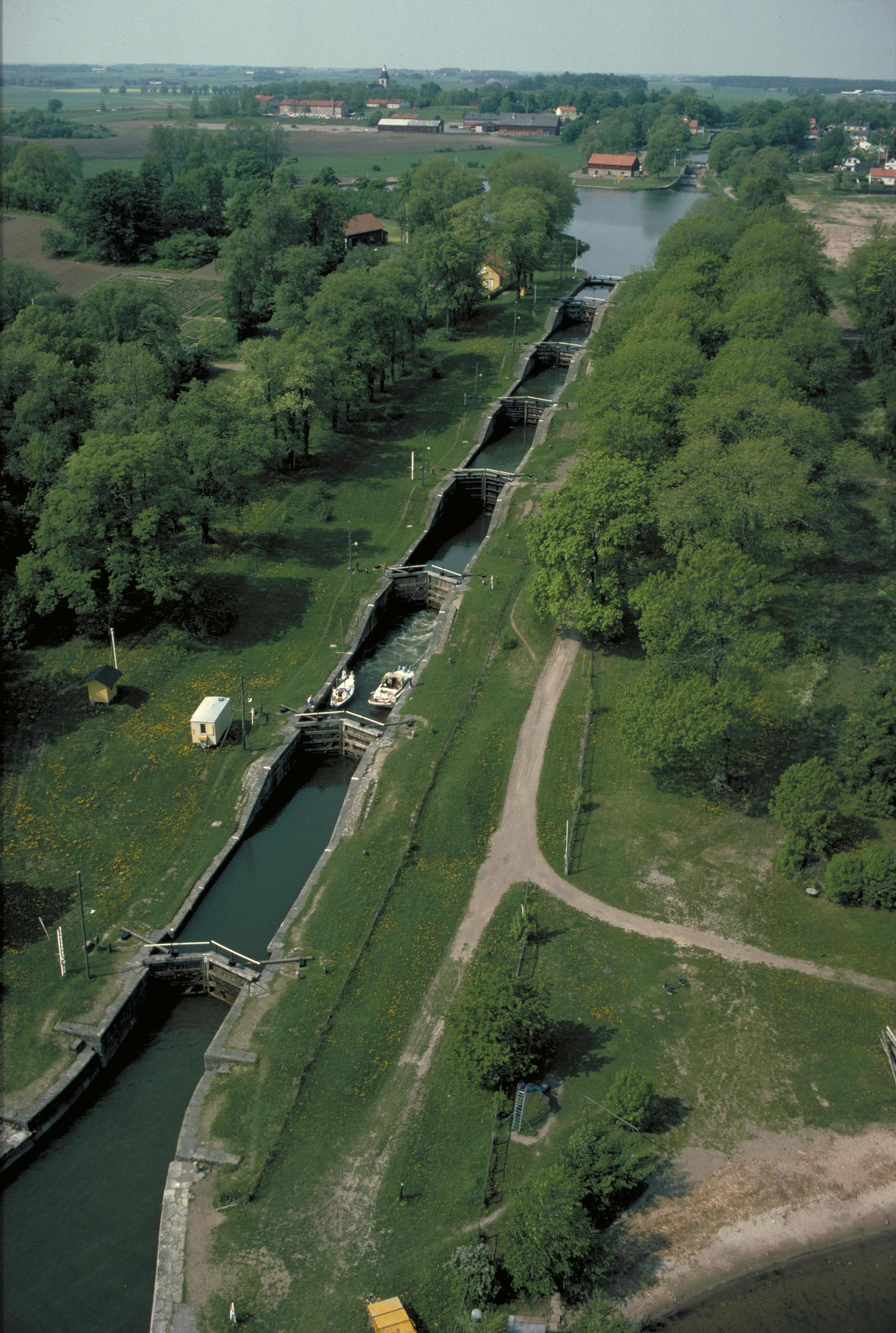
Flygbild över slusstrappan i Bergs slussar mellan sjön Roxen och Göta kanal. (Foto: Pål-Nils Nilsson. /Riksantikvarieämbetet)

Bergs slussar är ett samlingsnamn för flera på varandra följande slussar på Göta Kanal. De är belägna i orten Berg norr om Linköping. Bergs slussar består av en slusstrappa och två dubbelslussar. Tillsammans kallas slussarna "det stora lyftet", vilket syftar på att båtarna som passerar antingen lyfts eller sänks sammanlagt 28,8 meter.

## Slussar

### Karl Johans slussar
Karl Johans slussar (alternativ stavning Carl Johan) är en slusstrappa bestående av sju slussar, som totalt lyfter eller sänker båtarna cirka 19 meter. Slussvaktarbostaden vid Karl Johans slussar byggdes runt år 1815 och innehöll ursprungligen lägenheter till två slussvakter.

### Oscars sluss
Oscars sluss är den första dubbelslussen efter slusstrappan, räknat från kanalinloppet vid sjön Roxen, med en fallhöjd på 4,9 meter. Slussvaktarbostaden i anknytning till Oscars sluss byggdes 1843.

### Bergs sluss
Bergs sluss, eller Bergs dubbelsluss, omnämns ibland efter sitt dopnamn och kallas då Karl Ludvig Eugens sluss. Denna sluss har en fallhöjd på 5,5 meter och är den sista slussen av Bergs slussar, räknat från kanalinloppet.

## Gästhamn
Efter Karl Johans slussar ligger en konstgjord bassäng, som förutom att fylla funktionen att förse slusstrappan med vatten, även fungerar som gästhamn. Söder om Oscarsslussen, i anslutning till gästhamnen, låg ett före detta spannmålsmagasin i trä. Det byggdes i början av 1850-talet och användes som Kanalbolagets verkstad och förråd när det brann ner i april 1996. Spannmålsmagasinet återuppbyggdes på den gamla grunden och används idag som vandrarhem.

## Kulturhistoria
Östergötlands länsmuseum utförde år 1975–1976 en kulturhistorisk inventering av området, på uppdrag av Länsstyrelsen. Bergs slussar bedömdes vara värdefulla miljöer som inte bör ändras utan starkt vägande skäl. Området med kulturhistoriskt värde omfattar Bergs slussar samt bebyggelse och bostäder som hör till kanalmiljön. Slussvaktarbostäderna vid Oscar och Karl Johans slussar är några av de äldsta på Östgötadelen av kanalen och därför viktiga att bevara. Utöver själva slussområdet fastställdes önskemål om att omkringliggande åkrar inte ska bebyggas för att bibehålla landskapskaraktären.

## Bilder

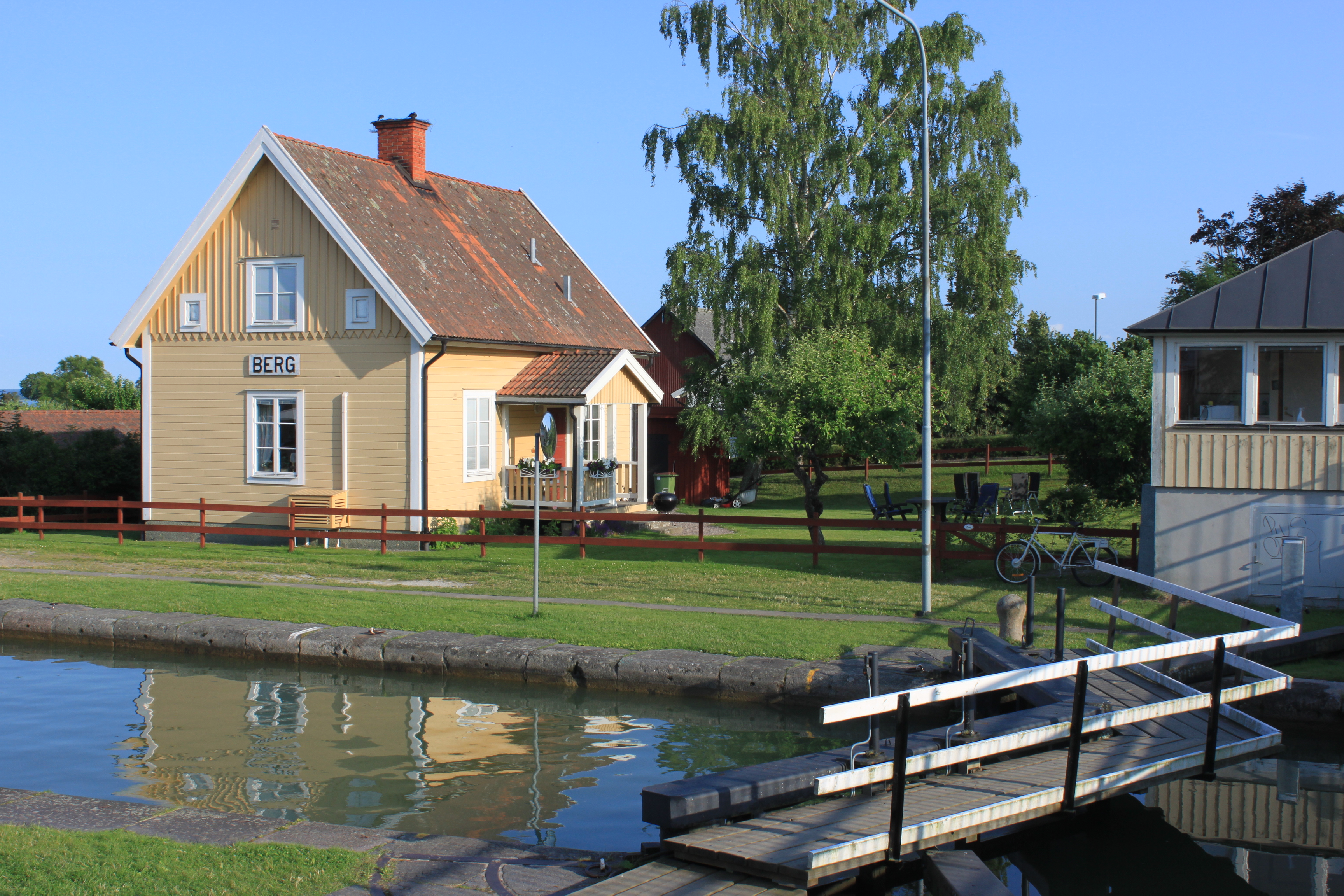
Bergs slussar.
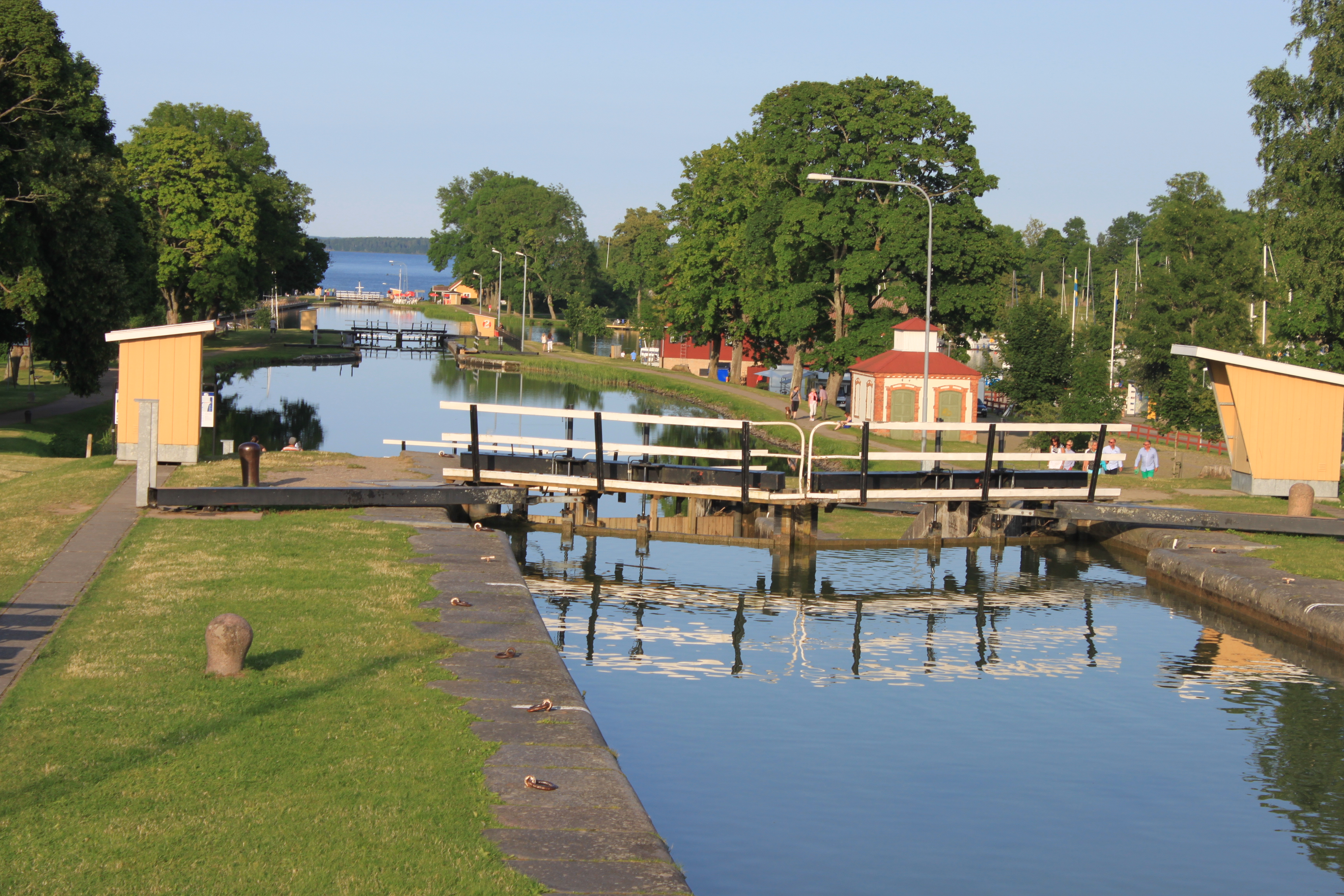
Bergs slussar och Oscars sluss.
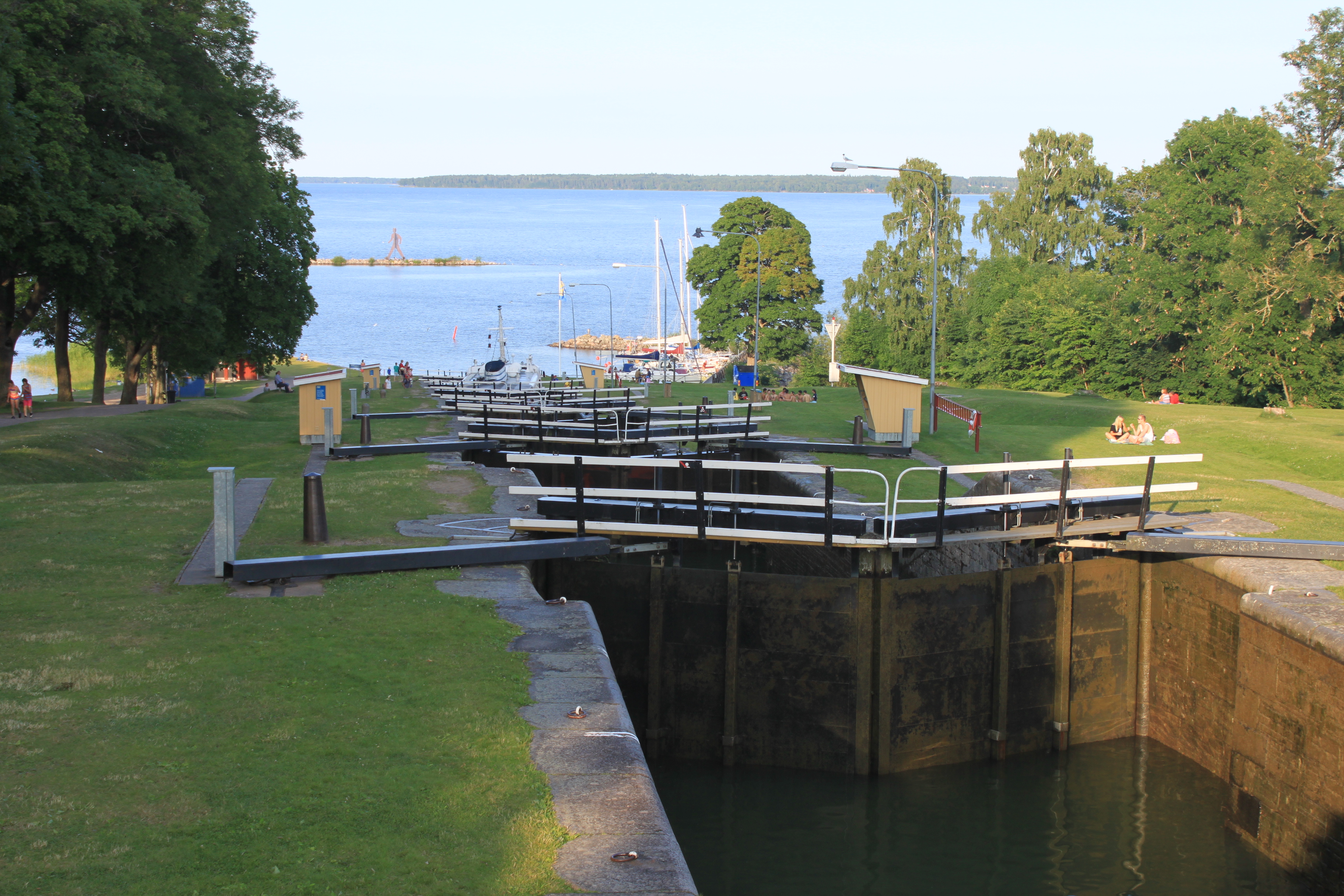
Bergs slussar och Carl Johans slusstrappa.